# Johannes Paulsen

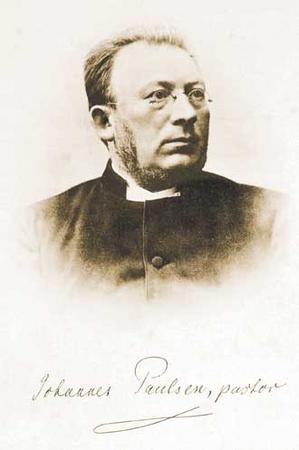
Johannes Paulsen

Johannes Paulsen (* 18. März 1847 in Witzhave; † 27. Juli 1916 in Kropp) war ein deutscher Pastor, der 1879 die Kropper Anstalten, das heutige Diakoniewerk Kropp gründete.

## Leben
Paulsen studierte Theologie in Kiel, Tübingen und Berlin. Er wurde am 20. November 1870 im Schleswiger Dom ordiniert.
Im Alter von 23 Jahren stand Paulsen am 7. August 1870 als Prädikant auf der Kanzel der Kropper Kirche. Er war nun Adjunkt seines Vorgängers Pastor Hansen. Da er das Mindestalter von 25 Jahren noch nicht erreicht hatte, wurde er durch eine Verfügung des Ministers Heinrich von Mühler für die Ordination zugelassen.
1884 kam die Arbeit am neu entstandenem Waisenhaus hinzu. Es folgten das Altenheim, die Irrenanstalt und das Kinderheim. 1892 kam die Diakonissenanstalt hinzu.
Paulsen hielt Predigten in plattdeutscher Sprache und gab die Plattdütsche Togav zum Kropper Kirchlichen Anzeiger heraus.
Adalbert Paulsen war sein Sohn.

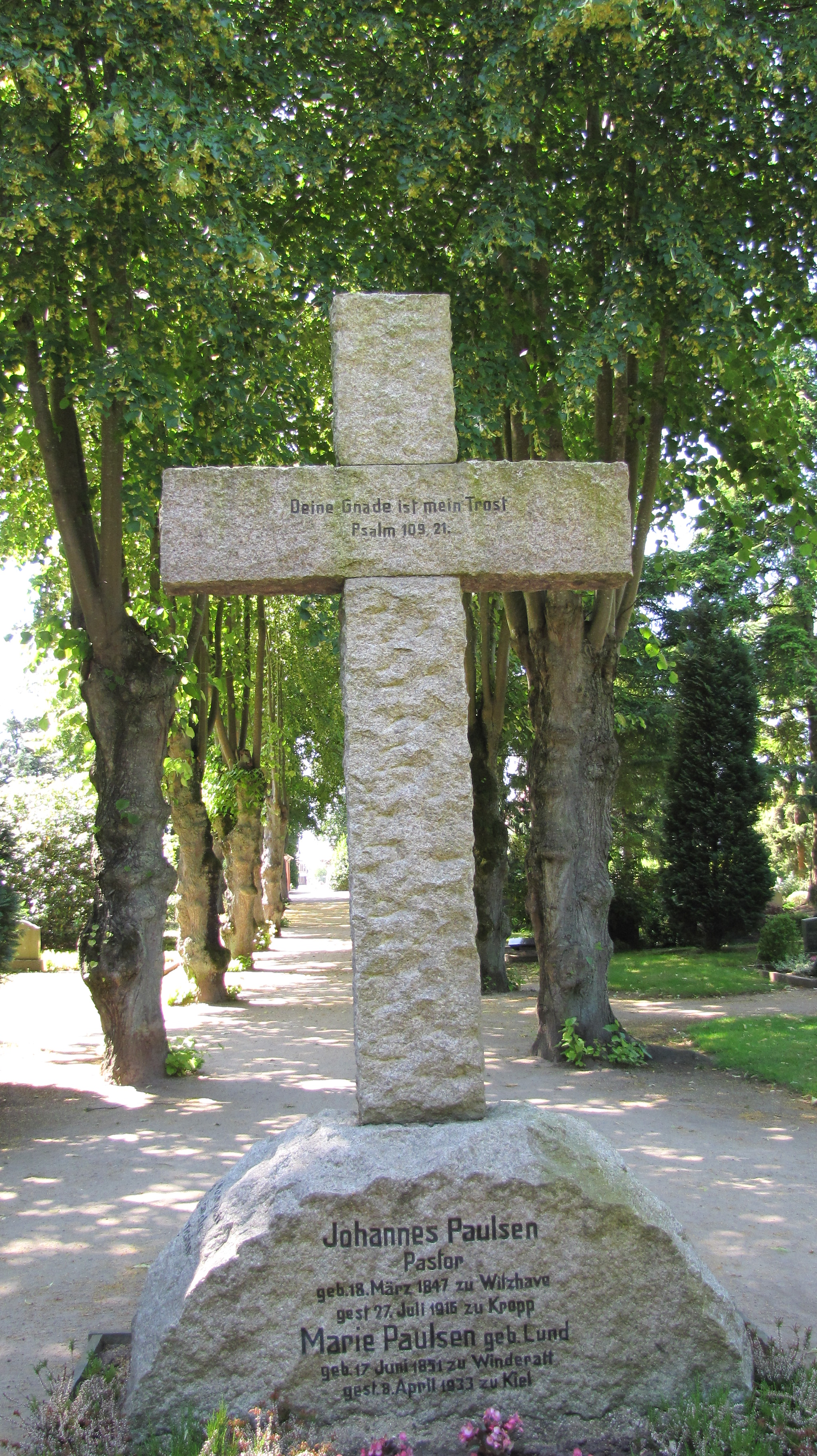
Grab von Johannes Paulsen in Kropp
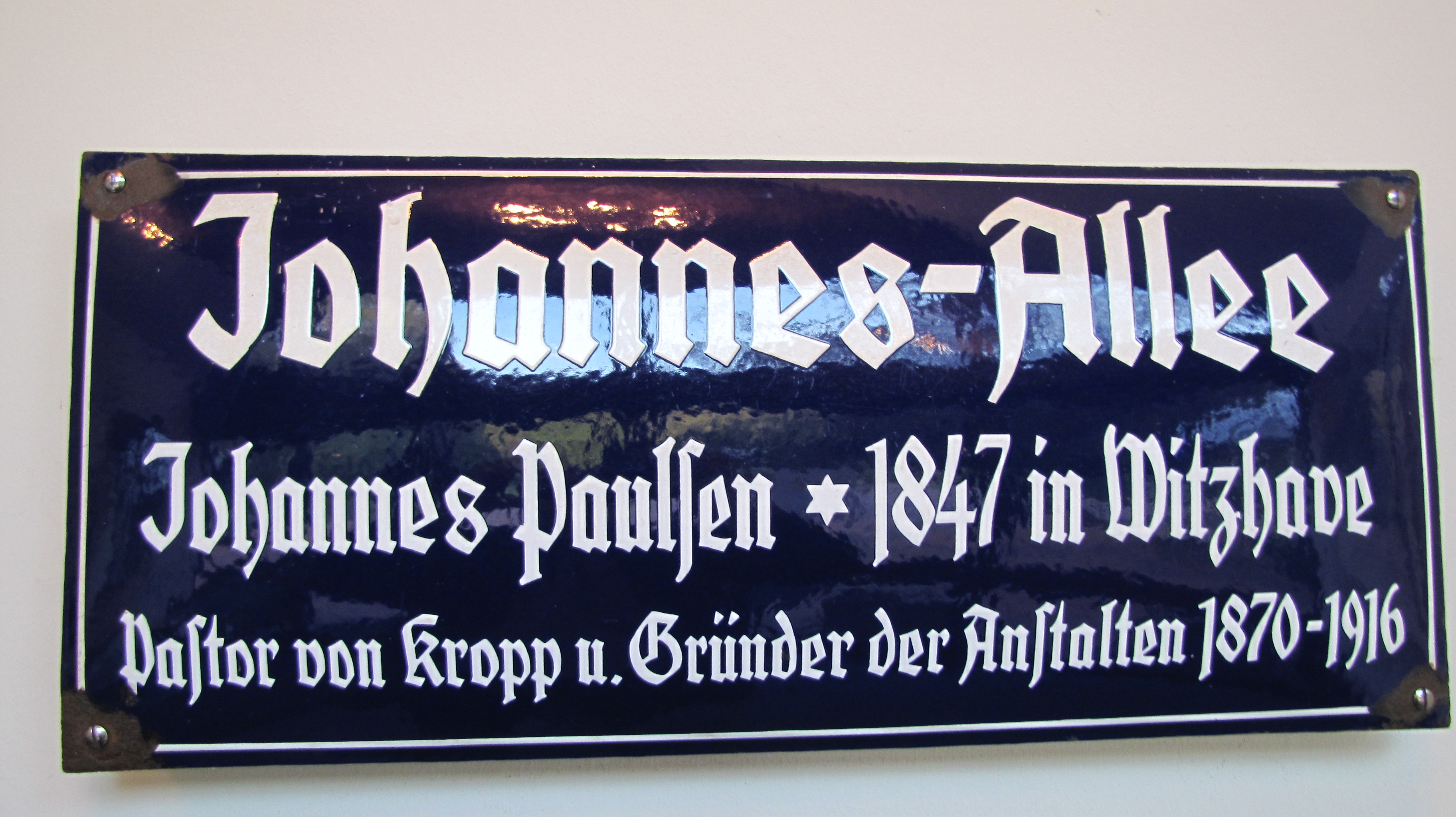
Historisches Straßenschild in Kropp

## Werke (Auswahl)
- Abriss der Heilslehre der evangelisch-lutherischen Kirche, Kropp 1879
- Predigten über die Sonn- und Festtags-Episteln des Kirchenjahres, 2 Bde., Kropp 1880–81
- Geschichten aus dem Reiche Gottes, 3 Bde., Kropp 1882
- Hausbuch (Morgensegen) in Betrachtungen aus Gottes Wort auf alle Tage des Kirchenjahres, Kropp 1883
- Predigten über freigewählte Texte auf alle Sonn- und Festtage des Kirchenjahres, Kropp 1884
- Bibelstunden über die Pastoralbriefe, Kropp 1885
- Heideblumen, 2 Bde., Kropp 1892
- Brotkorb für Sonn- und Festtagnachmittage, Kropp 1894
- Gotteskindern dargeboten in Betrachtungen über Gottes Wort, Kropp 1894